# 亨利·卡梅隆
亨利·卡梅隆（英語：Henry Cameron；1997年6月28日—）是一位英格蘭足球運動員。在場上的位置是中場。他現在效力於英格蘭足球甲級聯賽球隊布萊克浦足球俱樂部。

## 外部連結
- 足球数据库：亨利·卡梅隆的球员统计数据
- Soccerway資料庫：亨利·卡梅隆
- 亨利·卡梅隆在 National-Football-Teams.com 上的出场纪录